# Лудвиг IV фон Фробург
Лудвиг IV фон Фробург (на немски: Ludwig IV von Froburg; † ок. 22 ноември 1279/1281) е граф на Фробург в Золотурн, Швейцария, от рода Фробург от линията Фробург-Валденбург в полукантон Базел, Швейцария.
Той е син на граф Херман III фон Фробург (1201 – 1237) и съпругата му Хайлвиг (Хелвига) фон Хабсбург († 1260/1263), дъщеря на граф и ландграф Рудолф II фон Хабсбург Добрия († 1232) и Агнес фон Щауфен-Брайзгау († 1232). Майка му е леля на крал Рудолф I фон Хабсбург († 1291). Внук е на граф Херман II фон Фробург († 1211/1213) и Рихенца фон Кибург-Дилинген-Ленцбург († сл. 1206).
През 13 век в Цофинген родът сече монети, които и днес се използват. Около 1250 г. фамилията Фробург се дели на три линии: Ной-Хомберг, Валденбург и Цофинген.

## Фамилия
Лудвиг IV фон Фробург се жени за Агнес фон Бехбург († сл. 1292). Те имат двама сина и други деца:
- Херман V фон Фробург († сл. 1 декември 1291), граф на Фробург
- Фолмар IV фон Фробург († 20 януари 1319/1320), граф на Фробург и ландграф на Бухсгау, женен за Катарина фон Тогенбург († пр. 18 февруари 1313), вдовица на граф Еберхард IV фон Хелфенщайн-Шпитценберг († 1295/1296), дъщеря на граф Фридрих III фон Тогенбург († 1309) и Клеменция фон Верденберг († 1282); имат два сина.
- други деца (споменати 1295)